# Adolf Populorum
Adolf Populorum (* 20. November 1899 in Innsbruck; † 10. November 1977 in Villach) war ein österreichischer Politiker (SPÖ) und Bundesbahn-Oberinspektor der ÖBB. Er war von 1945 bis 1949 Mitglied des Bundesrates und von 1951 bis 1966 Abgeordneter zum Nationalrat.
Populorum besuchte die Volksschule und wechselte danach an eine Bürgerschule. In der Folge erlernte er den Beruf des Kaufmanns und arbeitete als Oberinspektor im Dienste der Österreichischen Bundesbahnen sowie als Sachwalter für Wohlfahrtswesen der Bundesbahndirektion Villach. Er engagierte sich als Mitglied des Gemeinderates von Villach und fungierte dort als Vizebürgermeister und Kulturreferent. Er vertrat die SPÖ zwischen dem 19. Dezember und dem 7. November 1949 im Bundesrat, wobei er zwischen dem 1. Jänner 1947 und dem 30. Juni 1947 die Funktion des Vorsitzenden des Bundesrates innehatte. Danach war Populorum vom 16. Juli 1951 bis zum 30. März 1966 Abgeordneter zum Österreichischen Nationalrat. 